# Uropeltoidea
Uropeltoidea is een superfamilie van slangen die onder andere de familie schildstaartslangen bevat.
De wetenschappelijke naam van de groep werd voor het eerst voorgesteld door Johannes Peter Müller in 1832.  Er zijn 79 soorten in drie families die niet worden verdeeld in onderfamilies.

## Taxonomie
- Superfamilie Uropeltoidea
  - Familie Anomochilidae
  - Familie Cylindrophiidae (Cilinderslangen)
  - Familie Uropeltidae (Schildstaartslangen)